# Cabana Caraiman
Cabana Caraiman este o cabană montană cu destinație turistică construită în anul 1937 la o altitudine de 2025 metri, în partea estică a platoului Bucegilor, la intrarea în Valea Jepilor.

## Localizare
Situată pe versantul prahovean al Munților Bucegi, la altitudinea de 2025 m, în căldarea de obîrșie a Văii Caraimanului, pe o terasă numită Șaua Mică a Caraimanului, cabana este așezată într-o poziție deosebit de pitorească. De pe terasa ei se poate admira, printre impresionanții pereți ai Caraimanului și Jepilor Mici, Valea Jepilor (sau ai Caraimanului), ce se prăvale spre Bușteni dincolo de care se văd clăbucetele Munților Baiului.

## Date geografice despre zonă
Spre deosebire de celelalte flancuri, versantul sudic și sud-estic dinspre V. Jepilor este străbătut de numeroase brîne cu vegetație deosebit de bogată. Cea mai însemnată este Brîna Portiței care pornind din V. Jepilor la 1 850 m altitudine, atinge centrul versantului în punctul Portița Caraimanului, continuîndu-se apoi pînă în firul văii Seci. Mai sus de Brîna Portiții, versantul prezintă 5 brîne etajate, dintre care primele 4 constituie Brînele Mici ale Caraimanului, iar cea superioară, Brîna Mare a Caraimanului, cu potecă turistică, care leagă porțiunea superioară a văii Jepilor cu Șeaua Caraimanului, unde se află Crucea Eroilor. De aici, brîna se continuă pe versantul nordic cu Brîna Văii Albe pînă în firul acestei văi. O singură depresiune mai însemnată brăzdează flancul sud-estic al Caraimanului, V. Spumoasă, care confluează cu V. Jepilor în dreptul fostelor cariere de gresie de la Bușteni.
Caraimanul este despărțit de muntele vecin dinspre sud, Jepii Mici, prin adînca depresiune formată de V. Jepilor, numită și V. Caraimanului. Valea își trage obîrșiile din platou, iar din marginea acestuia formează o ruptură de pantă de aproape 200 m, Cascada Caraimanului. Valea se adîncește apoi între maluri puternic înclinate și confluează cu V. Prahovei la Bușteni.

## Istoric
În primăvara anului 1937, un grup de elevi de la liceul Mihail Viteazul îndrăgostiți de munte, au decis construirea unei cabane pe culmea Caraimanului (cabana Brav, devenită Caraiman). Este vorba despre "Grupul alpin brav" Arhivat în 18 noiembrie 2015, la Wayback Machine., ce avea să devină "Clubul Carpatin Român"(C.C.R.), în frunte cu inimosul și energicul său fondator și președinte, Dumitru Gherassy.

## Lucrările la cabană
Cabana Caraiman, pe locul fostei case a Eforiei Spitalelor Civile, ridicată în 1907 și distrusă puțin timp după primul război mondial, a fost ridicată de Grupul Alpin Brav, finanțările fiind suportate de O.N.T. (director pe atunci fiind Sergiu Dumitru) și de asociație. Acoperișul cabanei a fost luat de vânt și înlocuit în 1938, 1947 și 1959.
Lucrările au demarat de îndată, angajat fiind pentru executarea lor antreprenorul Petre Pașcu, bun mester și om de suflet, care a realizat numeroase amenajări turistice în Bucegi și Piatra Craiului, a făcut primele marcaje ale C.C.R. etc.
Puțini dintre cei care astăzi poposesc la cabana Caraiman cunosc eforturile prin care s-a înălțat, cu sacrificii și cheltuieli foarte mari. Cele mai mari greutăti au fost întampinate cu transportul materialelor de construcție. 
În lipsa drumurilor amenajate, acestea au fost carate greoi, anevois și pe bucățele, folosindu-se funicularul fabricii de hârtie din Bușteni, cai și cărute. Numai astfel s-a reușit să se rezolve transportul unor materiale voluminoase și grele. Ca și în cazul "Dochiei", un alt impediment în calea lucrărilor a fost criza mare de muncitori, care, nu rareori, se lăsau păgubași, părăsind șantierul, fiind izgoniți de vitregiile climatului alpin.
"Caraimanul" s-a construit, este adevărat, mult mai greu decât Cabana Babele (2505 m), cu fonduri obținute prin organizarea de serate dansante, cu cotizațiile și donațiile membrilor C.C.R. și cu zgârcita finanțare din partea Oficiului National de Turism. Stârnește haz și acum felul în care a fost obținută această sponsorizare: directorul ONT-ului a fost "captat", ademenit, ca să spunem așa, printr-o masă copioasă la restaurantul "Modern".
În toamna anului 1937, cabana era aproape gata și toți doreau ca, în cel mai rău caz, de Anul Nou, aceasta să fie inaugurată. Doar ca visteria clubului era golită și funicularul de la Bușteni nu mai funcționa de ceva vreme. Așa că s-a trecut la căratul cu spinarea a păturilor și diferitelor obiecte de mobilier, lenjerie și menaj, în parte luate de pe acasă și donate: pături, cearșafuri, oale, farfurii etc. Organizați în caravane de câte 15-20 băieți și fete, membri ai asociatiei, in frunte cu comitetul conducător, s-a pornit in zilele lui octombrie, pe vreme de burniță, negură și vânt rece cu spic de zăpadă, la inzestrarea cu cele necesare a interiorului cabanei. Nimeni dintre aceia care s-au zbătut ca adăpostul turistic sa fie ridicat nu s-au gândit atunci ca scriau o filă de neuitat din cartea istoriei turismului românesc.
Cu lacrimi în ochi de emotie și bucurie, membrii Clubului Carpatin Roman au sărbătorit, în preajma Anului Nou, inaugurarea modestei, dar cochetei cabane Caraiman.

## În prezent
În prezent cabana nu mai este deschisă circuitului turistic, fiind proprietatea unui cetățean britanic, care o folosește, de două ori pe an, drept casă de vacanță. Cu toate acestea, drumeții pot fi cazați, în limita locurilor disponibile.
Recent cabana a fost cumpărata de violonistul Alexandru Tomescu, care împreuna cu familia, o renovează și o pune la dispoziția turiștilor.

## Informații utile
- Altitudinea: 2 025 m.
- 40 locuri
- Apă de izvor (temporar).
- Încălzire cu gaze naturale.
- Terenuri de schi, pentru avansați și începători, în apropierea cabanei (sezon l decembrie—30 aprilie).
- Stațiile C.F.R. cele mai apropiate: Bușteni și Sinaia, pe linia București — Brașov.[2]

## Acces la cabana Caraiman
- BUȘTENI–VALEA JEPILOR–CARAIMAN; Marcaj: cruce albastră; Timp: 3-3½ ore

De la gara Bușteni (883 m), urmăm bd. Libertății (șoseaua națională) spre stînga, pînă în dreptul str. Industriei (10 min de la gară). De aici, continuăm la dreapta pe această stradă, avînd în față peisajul abruptului prahovean al Bucegilor dominat de Vîrful Claia Mare, și pieptul puternic al Caraimanului. După 20-25 min ajungem lîngă firul Văii Jepilor (dreapta), în punctul de ramificație a drumurilor.
La stînga se desparte poteca spre cantonul Jepi prin V. Urlătorilor (traseul 4, marcaj triunghi albastru). Traseul nostru continuă înainte, în lungul drumului carosabil, care conduce după 20-25 min la fostele cariere de piatră. De aici prindem poteca spre stînga, în urcuș pieptiș, apoi de-a coasta pe malul drept al Văii Jepilor (stînga cum urcăm). După un parcurs scurt apar, pe malul opus al văii, marile cascade ale Văii Spumoase. Străbătînd în continuare o porțiune în care poteca, prevăzută cu cablu de asigurare, este săpată în stîncă, începem curînd urcușul, pe versantul nordic al Jepilor Mici. După 1 – 1½ oră de la Bușteni urcușul pieptiș încetează și, îndreptîndu-ne de-a coasta, atingem firul Văii Jepilor. Poteca traversează firul trecînd pe fața Caraimanului, urcă în serpentine, după care iese pe o față puternic înclinată, acoperită cu pajiști bogate. Spre stînga și înapoi, pe partea opusă a văii, se profilează ,,Creasta cu Zîmbri”, în creștetul căreia se află o importantă stațiune de zîmbru sau pin cembra.
Continuînd urcușul de-a coasta, drumul traversează din nou firul văii, trecînd pe versantul Jepilor Mici, iar după ce se strecoară pe sub stînci și urcă direct printr-un horn stîncos, revine pe fața Caraimanului.
Pe creasta acoperită cu pajiști, poteca descrie cîteva serpentine, apoi urcînd pieptiș pe sub pereții din dreapta, pe o porțiune surpată de eroziuni, conduce la baza unei scări de piatră cu cabluri de asigurare. Inainte, în firul văii, se ridică o treaptă stîncoasă înaltă peste care apele Văii Jepilor formează Cascada Caraimanului (sau Vînturișul Caraimanului), impresionantă mai ales primavara și la începutul verii, cînd valea are debit mare de apă. În stînga, peste vale, versantul Jepilnr Mici este acoperit cu o vegetație bogată întreruptă de țancuri, pereți și vîlcele stîncoase. În contrast cu acest versant sălbatic și întunecat, în dreapta și deasupra noastră se deschid fețele luminoase ale Caraimanului, cu abrupturi înlănțuite de brîne bogat înierbate și presărate cu sumedenie de flori. Nu departe, poteca traversează firul bolovănos al Vîlcelului Brînei Portiței, după care continuă urcușul și iese la baza treptei stîncoase a Cascadei Caraimanului, în punctul în care, spre dreapta, pornește largul pridvor înierbat al Brînei Portiței. În continuare, poteca ne conduce curînd în firul Vîlcelul Zăpezilor (păstrează multă vreme zăpada), de unde urmează o față stîncoasă, urcă pieptiș printr-un mic horn și răzbate deasupra zonei de stîncării; de aci, iese din nou pe o coastă puternic înclinată, reintră curînd în Vîlcelul Zăpezilor iar după un urcuș scurt, ajunge la cabana Caraiman (2025 m).
- CARAIMAN–BABELE; Marcaj: cruce albastră; Timp: 20-30 min

De la cabana Caraiman (2025 m) urmăm către V, poteca în urcuș, pe malul stîng (dreapta cum urcăm) al Văii Jepilor. Trecem prin pajiștile de la poalele feței sudice a Caraimanului și urcăm apoi pieptiș o treaptă a văii, la baza căreia lăsăm în dreapta poteca ce urcă de-a lungul Brînei Mari a Caraimanului, spre Crucea Eroilor. După o scurtă porțiune aproape orizontală, poteca se apropie de firul superior al Văii Jepilor, în punctul de confluență cu Viroaga Babelor ce vine dinspre V de sub creasta Babele. De aici ne îndreptăm către stînga, traversăm firul și continuăm în urcuș, paralel cu viroaga, pe malul drept al acesteia (stînga cum urcăm). Ieșind pe pragul orizontal al coamei Babele-Jepi întîlnim, venind din stînga, drumul dinspre Piatra Arsă. Un ultim urcuș de cca 5 min ne conduce în creastă, la cabana Babele (2200 m).
- CABANA CARAIMAN (2025 m)–Brâna Mare a Caraimanului–Crucea Eroilor (Caraimanului) (2284 m); Marcat. Durata: 1 oră

Traseul este periculos pe vreme nefavorabilă și iarna sau primăvara când șiștoacele pe care le traversează mai păstrează zăpadă. De la Cabana Caraiman se urcă o porțiune scurtă spre nord-vest, apoi traseul urmează în urcuș continuu, în general domol, poteca de pe Brâna Mare a Caraimanului.

## Fotogalerie

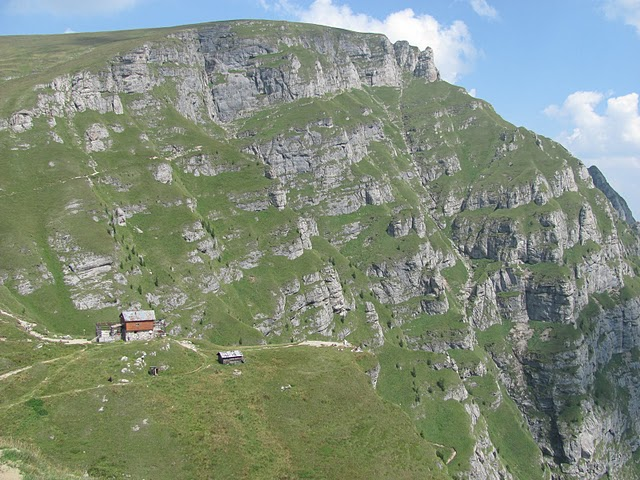
Cabana Caraiman si Crucea Erilor Neamului de la stalp
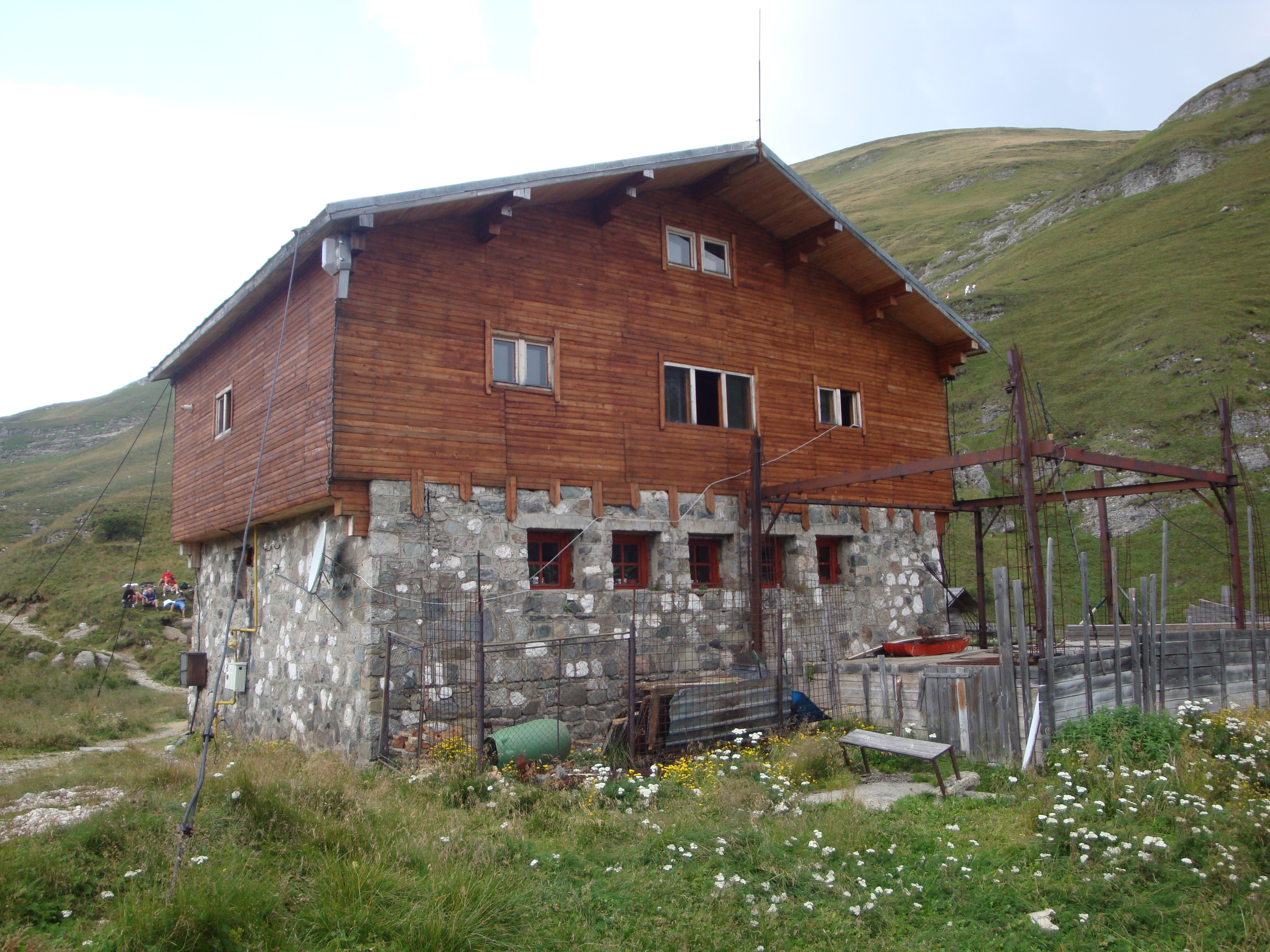
Cabana Caraiman
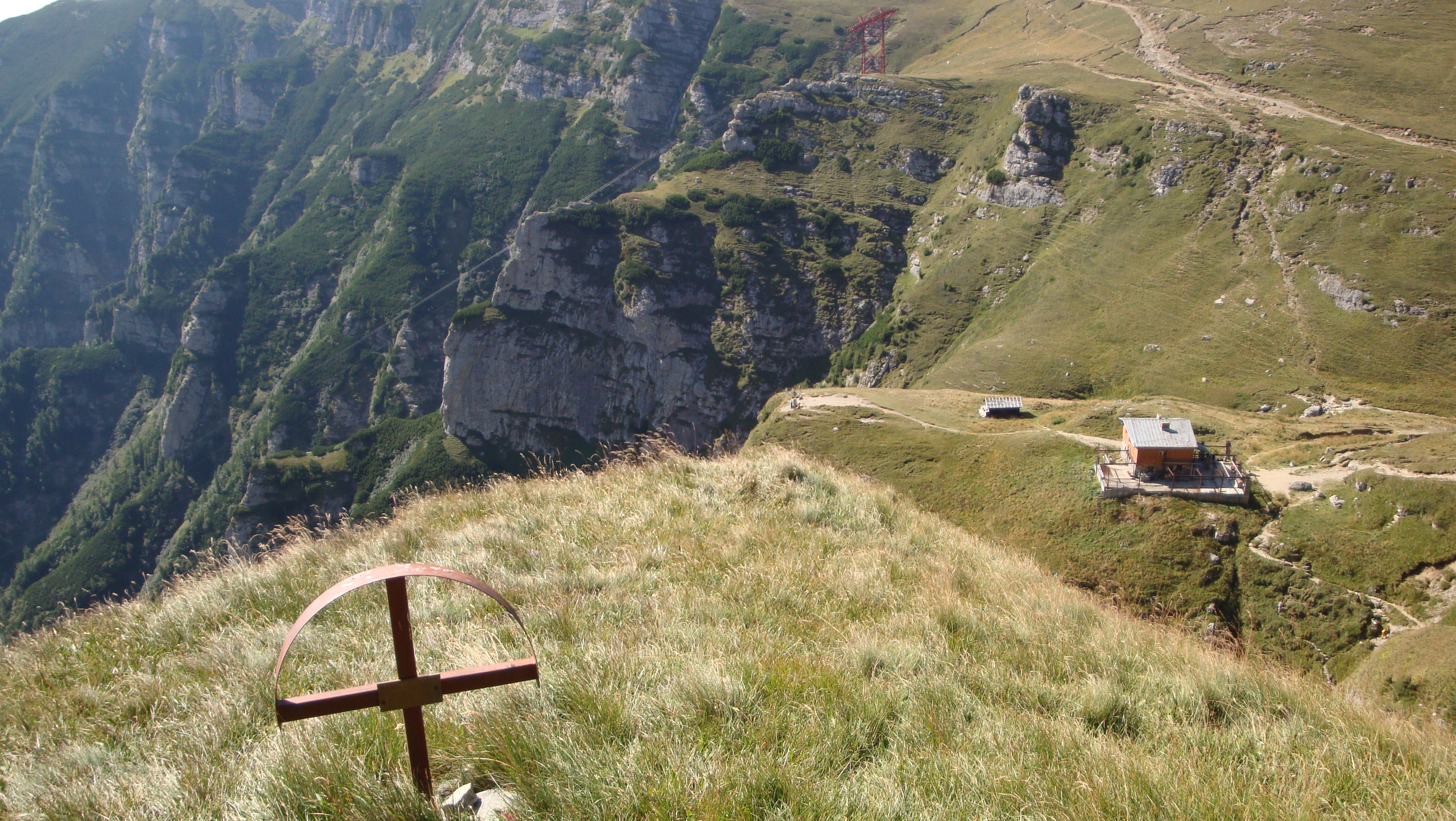
Cabana Caraiman-vedere cu Jepii Mici
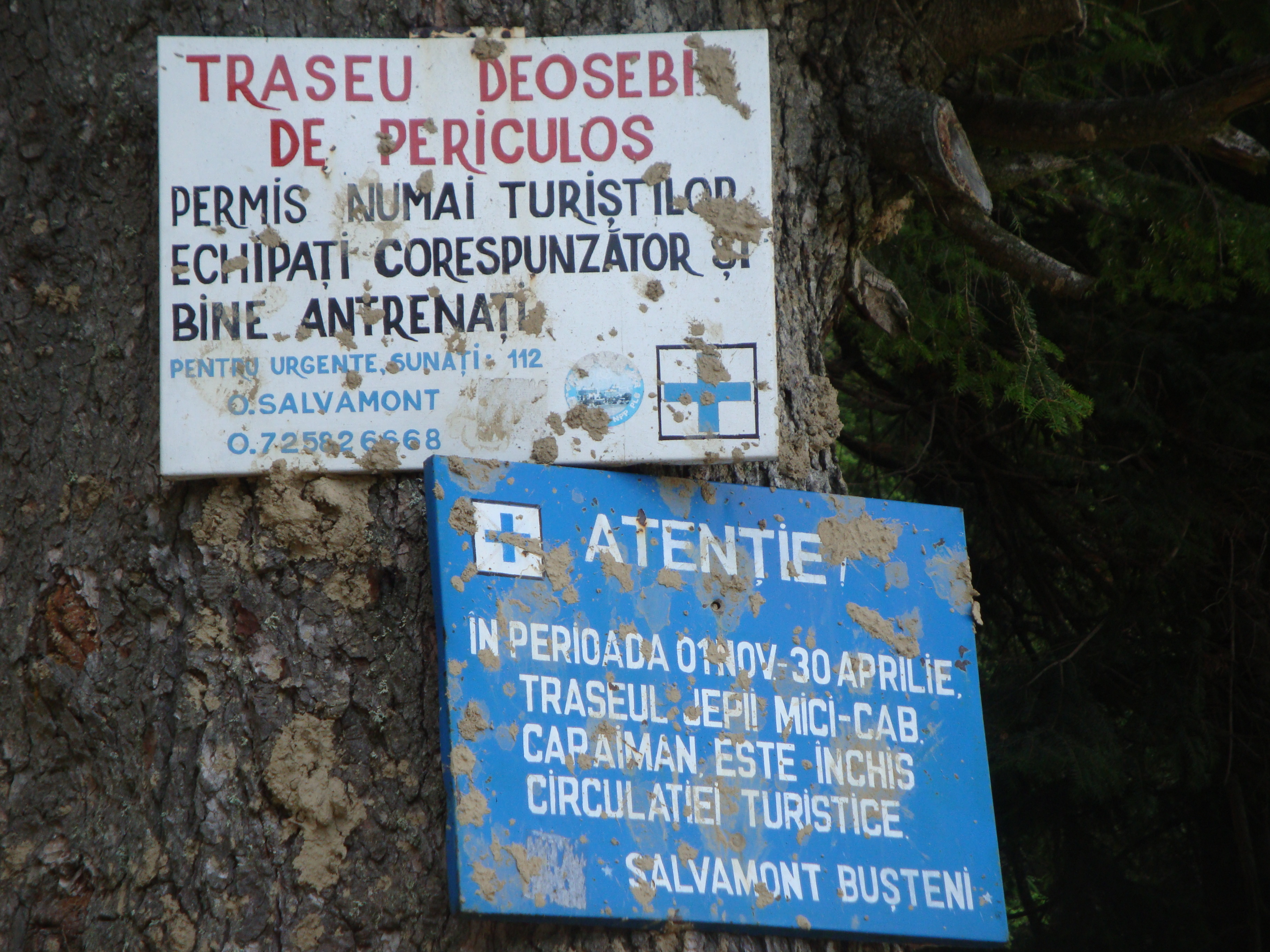